# Fabrica (centro di ricerca)
Fabrica è un centro di ricerca sulla comunicazione finanziato dal Gruppo Benetton a Catena di Villorba, in provincia di Treviso. Fondato da Oliviero Toscani e Luciano Benetton nel 1994, traendo ispirazione dalla Factory di Andy Warhol, ha prodotto e realizzato, tra gli altri progetti, la rivista Colors, distribuita in 70 paesi del mondo. Il centro, attivo fino al 2024, ha ospitato oltre 800 creativi da tutto il mondo nei suoi trenta anni di attività.
Il centro mira a coniugare la cultura con l'industria e offre ai giovani l'opportunità di crescita creativa e interscambio multiculturale e multidisciplinare. Il centro è ospitato all'interno della Villa del XVII secolo Pastega Manera nei pressi di Villorba, restaurata e notevolmente ampliata dall'architetto giapponese Tadao Ando.
Giovani artisti, designer, giornalisti e maker da tutto il mondo sono invitati al centro e ricevono una borsa di studio di un anno, che copre le spese di viaggio, indennità e formazione professionale e risorse. I residenti lavorano nelle aree del design, della comunicazione visiva, della fotografia, dei video, della musica e dell'editoria sotto la guida di maestri e coordinatori di Fabrica, combinando progetti personali con il lavoro per i clienti.
La prima pubblicazione realizzata è stata Iranian Living Room, realizzata da 15 fotografi iraniani, a cui inizialmente è stato vietato il pagamento tramite il sistema di pagamento PayPal per avere la parola "Iranian" nel titolo.

## Direttori artistici
Quando nel 1993 Oliviero Toscani e Luciano Benetton decisero di creare Fabrica, si presentò il problema di scegliere la figura del direttore artistico del centro; inizialmente, la scelta cadde su Fidel Castro, noto leader cubano, il quale venne invitato da Luciano Benetton attraverso una lettera pubblica, con lo scopo dichiarato di “stabilire e sviluppare un legame tra culture e tradizioni diverse e tra l'individuo e l'industria". Il leader però, rifiutò prontamente il ruolo, e la scelta cadde poi sulla figura di Godfrey Reggio, noto regista americano famoso per la sua opera Koyaanisquatsi. Il regista resterà in carica fino al 1997, da quel momento Fabrica sarà divisa in dipartimenti. Tra i direttori artistici più noti, si annoverano Marco Müller (1998-2004), Babak Payami (2008-2010), Dan Hill, Erik Ravelo e lo stesso Toscani (2017-2018).

## Progetti
Nel corso dei suoi 27 anni, Fabrica è riuscita a produrre un enorme numero di progetti, nati dalle idee dei giovani creativi del centro che sono inoltre riusciti a ottenere numerosi riconoscimenti internazionali. 
Tra i vari progetti realizzati dai “fabricanti”, di una certa rilevanza fu Lavoratori, un reportage sugli extracomunitari impegnati nelle industrie del Nord-est pubblicato nel 1999 sotto la guida di Oliviero Toscani con la sponsorizzazione della Regione Veneto. Nel 2000 venne poi pubblicato 1000 Extra/ordinary objects, una raccolta degli oggetti più folli del ventesimo secolo.
Nel 2001, sotto la direzione creativa del designer spagnolo Jaime Hayon, venne poi inaugurato Fabrica Features, una seria di spazi commerciali e culturali che, oltre a proporre i prodotti ideati e selezionati da Fabrica, presentano al loro interno dei luoghi riservati alla realizzazione di concerti, proiezioni video, performance di artisti, conferenze, mostre di fotografia e opere d'arte, installazioni e workshop.
Oltre ai due spazi permanenti situati a Bologna e Lisbona, si sono aggiunti negli anni alcuni negozi temporanei situati a Londra, Madrid, Porto, Amsterdam, Istanbul e Hong Kong. Nel 2003 inoltre, la casa editrice Electa decise di pubblicare due volte l'anno Fabrica Files, una raccolta dei progetti realizzati all'interno di Fabrica durante i sei mesi che intercorrono tra un'edizione e l'altra.
Oltre alla realizzazioni di libri, design e progetti fotografici, Fabrica è celebre per le campagne pubblicitarie controverse, sulla scia dell'operato del suo fondatore, Oliviero Toscani. Particolarmente esemplificativa la campagna UNHATE, lanciata proprio dagli artisti del centro il 16 novembre 2011 e vincitrice del Cannes Ad Festival, che prevede una serie di iniziative ed eventi coordinati aventi come tema centrale il bacio, simbolo universale d'amore, scambiato tra leader politici e religiosi mondiali.
Nel 2012, la fondazione UNHATE torna con un'altra campagna, sempre realizzata dai “fabricanti” del centro, sul tema della non occupazione giovanile, con il titolo Unemployee of the year, a fronte della stima dell'OIL (Organizzazione Internazionale del Lavoro) che vede un tasso di disoccupazione giovanile mondiale pari al 12,7%, con oltre 75 milioni di giovani disoccupati tra i 15 e i 24 anni. A supporto della campagna è stato poi realizzato un film, diretto dal regista americano Tristan Patterson, che ritrae alcuni momenti di vita dei giovani “NEET” (Not in Education, Employment or Training), le loro lotte contro l'indifferenza per trovare un lavoro.

## Pubblicazioni
- Iranian Living Room. Treviso, Italia: Fabrica, 2013.ISBN 978-88-908346-5-3. Seconda edizione. Testo in inglese e italiano. Introduzione di Vanna Vannuccini, Hamid Ziarati ed Enrico Bossan. Fotografie di Mohammad Mahdi Amya, Majid Farahani, Saina Golzar, Sanaz Hajikhani, Hamed Ilkhan, Ali Kaveh, Mahshid Mahboubifar, Mehdi Moradpour, Sahar Pishsaraeian, Negar Sadehvandi, Hashem Shakeri, Sina Shiri, Ali Kaveh e Morteza Soorani.

## Produzioni cinematografiche

### Lungometraggi
- Moloch, regia di Alexandr Sukurov, Russia-Germania-Italia, 1999
- Seventeen Years regia di Zhang Yuan, 1999
- No Man's Land, regia di Danis Tanović, 2001

### Cortometraggi
- Evidence, regia di Godfrey Reggio, 1997
- Vanish, regia di Daniel Schwarz, 2012
- De Versicoloribus Naturalium Ludis, regia di Artem Ludyankov, 2012
- Los Rosales, regia di Daniel Ferreira, 2014

### Documentari
- Afterwords, regia di Gianfranco Rosi, Carlos Casas, Jean Sebastien Lallemand, 2001
- Rocinha. Ritratto di una Favela, regia di Carlos Casas, 2003
- Aral, Fishing in an Invisible Sea, regia di Carlos Casas, Saodat Ismailova, 2004
- Solitudine alla Fine del Mondo, regia di Carlos Casas, Fernando Zuber, 2005
- Fabbrica dei Martiri, regia di Camilla Cuomo, Annalisa Vozza, 2008
- Hunters since the beginning of Time, regia di Carlos Casas, 2008
- I am Jesus, regia di Valerie Gudenus, Heloisa Sartorato, 2010
- Not To Be, regia di Chelsea McMullan, 2011
- Deragliamenti, regia di Chelsea McMullan, 2011
- Devil Comes to Koko, regia di Alfie Nze, 2015
- La Gente Resta, regia di Maria Tilli, 2015
- Beatrice, regia di Lorena Alvarado, 2017
- Drew Nikonowicz - Notes from Anywhere, regia di Mattia Mura, 2017
- Shame and Soul, regia di Marco Pavan, 2017[16]